# Nationaal park Samur-Yalama
Het Nationaal park Samur-Yalama (Azerbeidzjaans: Samur-Yalama Milli Parkı) is een nationaal park in Azerbeidzjan (in de Khachmaz regio). Het is opgericht op 5 november 2012 en heeft een oppervlakte van  11.772,45 hectare.
De doelstelling van het park is de instandhouding van de natuurlijke rijkdom, waaronder het genetische potentieel, de biodiversiteit, zeldzame en unieke natuurgebieden, historische en culturele objecten en de milieukwaliteit. Daarnaast wil men milieu-educatie en ecotoerisme verzorgen en ontwikkelen.
Het grootste deel van het park ligt langs de kust en is bedekt met bossen. Belangrijke soorten in het park zijn onder meer de kastanje-eik, steur, paling, snoekbaars, brasem, voorn, kopvoorn, ree, havik, zwarte wouw, keizerarend, knobbelzwaan, otter, moeraskat, lynx, bruine beer, wasbeer en gems.
De kustwateren zijn rijk aan vis, met onder meer  Rutilus kutum en zalm.
Er zijn enkele toeristische routes, die starten bij Yalama. 